# Nayakas de Madurai

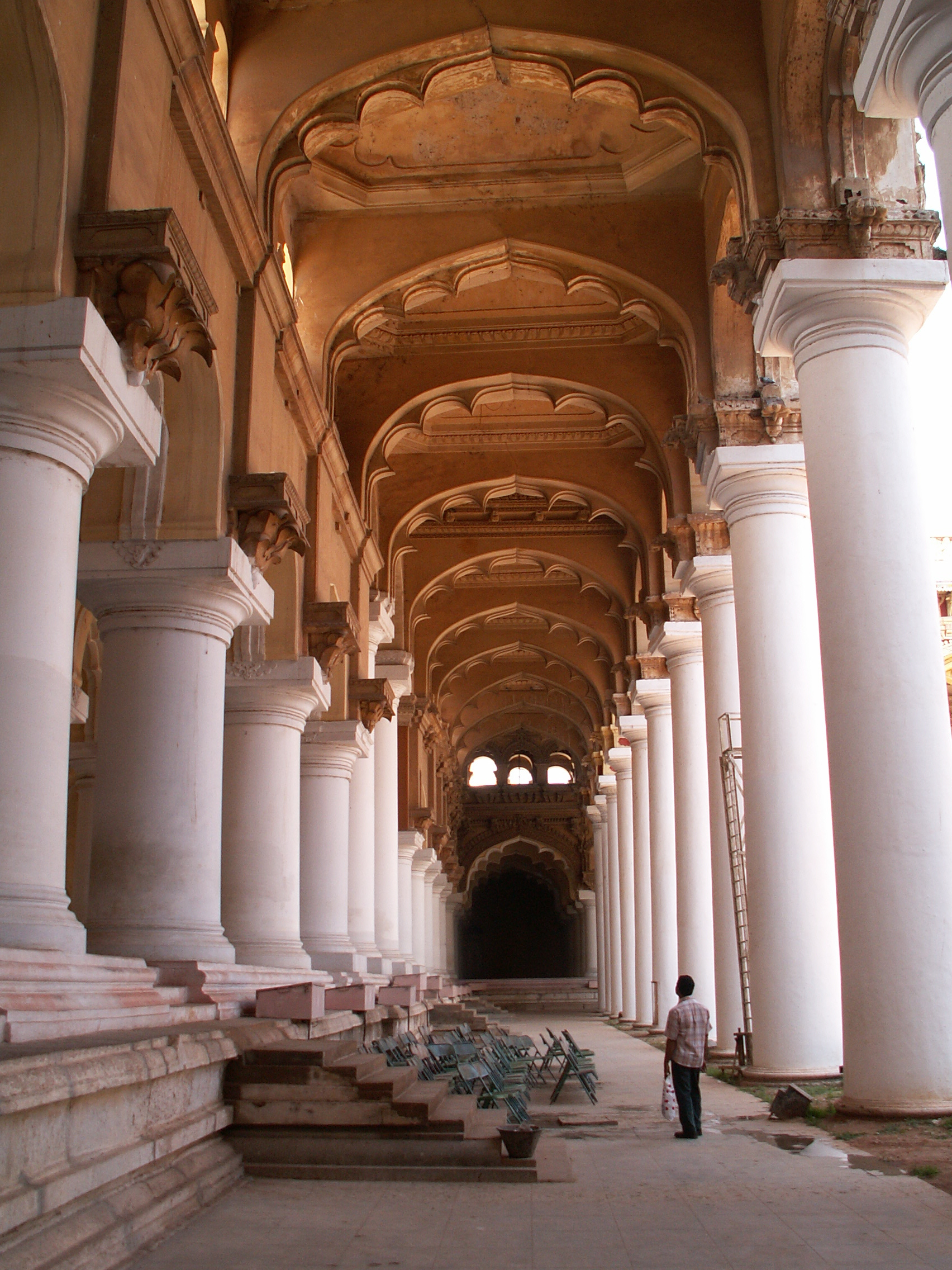
Palacio Nayak de Thirumalai en Madurai..

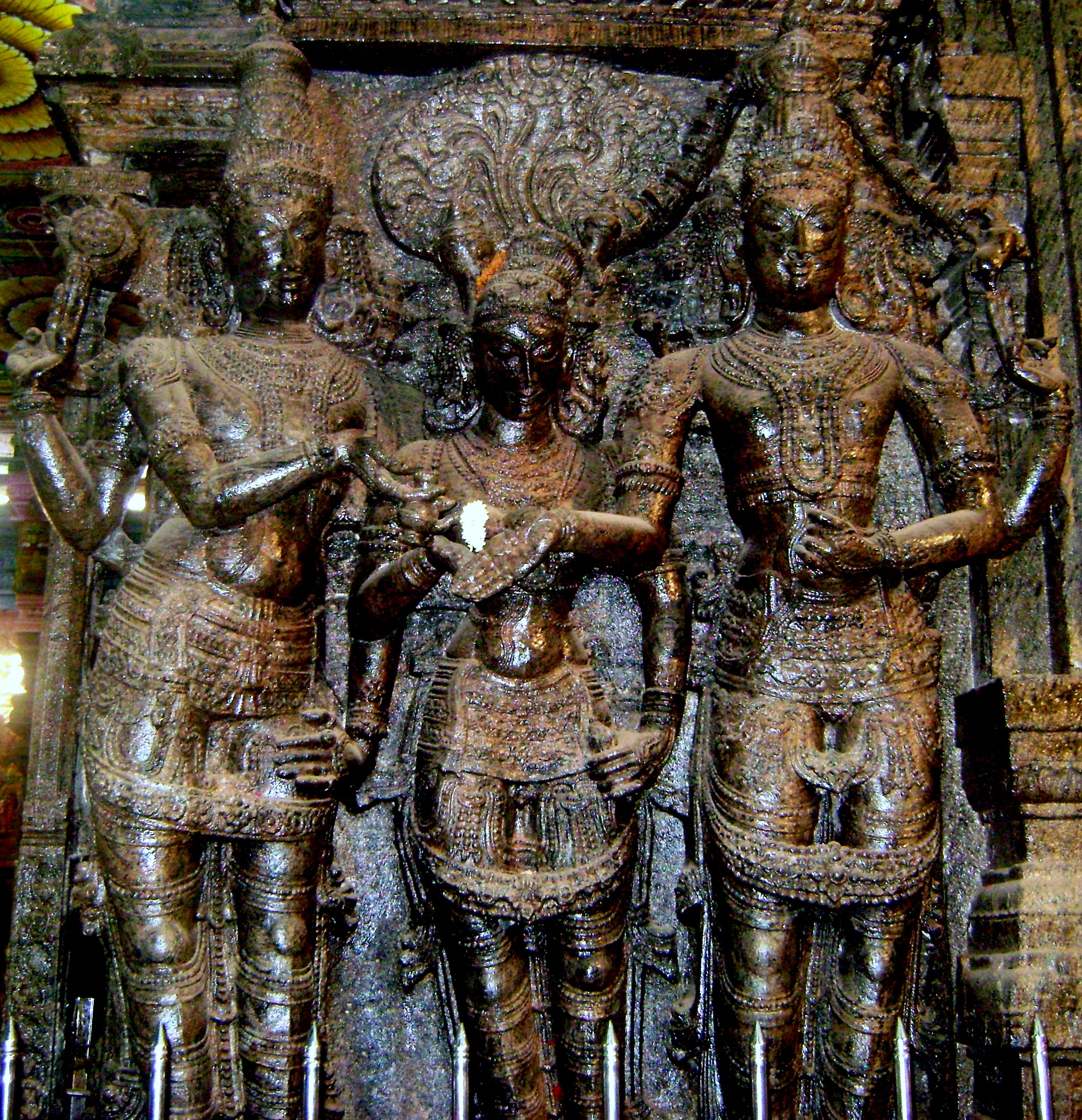
Lord Vishnu.

Los Nayakas de Madurai  fueron gobernantes de alrededor de 1529 hasta 1736, de una región que comprende la mayoría del actual Tamil Nadu, en la India, con Madurai como su capital.
El reinado Nayaka fue una era notable en la elaboración de artes, reformas culturales y administrativas, revitalización de templos anteriormente asolados por el sultanato de Delhi y la instauración de un estilo arquitectónico único.
La dinastía constó de trece gobernantes, de los que nueve fueron reyes, dos reinas y dos virreyes. El más notable de estos fue el rey Tirumalai Nayak y la reina Rani Mangammal. El comercio extranjero era principalmente administrado por los holandeses y el portugueses, cuando los británicos y el franceses no habían hecho todavía negocios en la región.

## Sultanato de Madurai
A principios del siglo XIV, surgió una disputa sobre la sucesión al trono Pandya. Un reclamante solicitó ayuda al emperador Ala-ud-din de Delhi, quien despachó a su general, Malik Kafur, en 1310. Malik Kafur marchó hacia el sur, saqueando reinos en el camino y causando enormes cambios en la configuración política del centro y el sur de la India. Marchó hacia Madurai, saqueando la ciudad, paralizando el comercio, reprimiendo el culto público y haciendo la vida civil miserable. El gran Templo de Meenakshi Amman, con sus catorce torres, fue derribado, destruyendo las calles y edificios cercanos, y dejando intactos solo los dos santuarios de Sundaresvara y Meenakshi. Los eventos son controvertidos: como otra fuente los describe,

el Deccan pronto sentiría la fuerza del Islam, que ya era el maestro del norte de la India. En el reinado del sultán de Delhi, Ala-ud-din Khalji (1296-1313 dC), una serie de incursiones brillantes, encabezadas por el eunuco general Malik Kafur, un hindú convertido, aplastó los reinos de Deccan, y durante un tiempo se estableció un sultanato incluso en Madurai, en el extremo sur.
The Wonder That Was India : a survey of the culture of the Indian sub-continent before the coming of the Muslims

Malik Kafur regresó a Delhi después de estos eventos. Los Pandyas protestaron por la invasión, que continuó durante algunos años de manera espasmódica. La debilidad del régimen de Pandya hizo que el vecino gobernante de Chera invadiera y derrotara al gobernante de Pandya, y se coronara a sí mismo en 1313. Esto fue seguido por una ocupación de Chera. Sin embargo, la ocupación chera fue transitoria. Una dinastía musulmana pronto fue establecida en Madurai, gobernando Madurai, Trichinopoly e incluso el sur de Arcot, durante los próximos 48 años, primero como feudatorios del Sultanato de Delhi y luego como monarcas independientes.
En 1333, durante el gobierno de Muhammad bin Tughluq, Jalal-ud-Din Ahsan Khan declaró su independencia del sultanato de Delhi y gobernó el área hasta que fue asesinado por uno de sus oficiales en 1339. Ala-ud-Din Udauji Shah (1339–1340) tomó el poder en 1339, pero pronto tuvo el mismo destino. Qutb-ud-Din Firuz asumió el control en 1340 y fue asesinado en aproximadamente cuarenta días. Ghiyas-ud-Din Muhammad Damghani (1340–1344) ascendió al trono en 1340 y luego se casó con una hija de Ahsan Shah. Ibn Batuta visitó Madurai durante su reinado y él atestigua su comportamiento atroz. Fue derrotado inicialmente por el Hoysala Veera Ballala, pero más tarde capturó y mató a Ballala. Murió en 1344. Nasir-ud-Din Mahmud Damghan Shah (1344–1356), Shams-ud-Din Adil Shah (1356–1359), Fakhr-ud-Din Mubarak Shah (1359–1368) y  Ala-ud-Din Sikandar Shah (1368–1377) lo siguieron sucesivamente. Sikandar fue derrotado por Bukka en 1377, y la región se convirtió en parte del Imperio Vijayanagara.

## Dominación Vijayanagara
El gobierno musulmán de la región fue derrocado en 1377 por el nuevo reino hindú de Vijayanagara, que había sido fundado en Hampi. Durante los siguientes dos siglos, este imperio resistió repetidas invasiones de los sultanes desde el norte.
Kampana Udaiyar, un príncipe Vijayanagara, hijo de Bukka Raya, que también se desempeñó como general en el ejército de Vijayanagara, marchó hacia Madurai en 1372. Expulsó al sultán de Madurai y comenzó una dinastía, subordinada a la corte de Vijayanagara eso duró hasta 1404. El efecto inmediato de esta victoria fue la reapertura de los templos de Siva y Vishnu. La regla fue continuada por los gobernadores nombrados por Vijayanagar que tenían el título de "Nayaka". El rey Krishna Deva Raya (1509–1529), el gobernante más grande del imperio, ejerció un control estrecho sobre esta parte de su imperio.
Después de decidir durante algún tiempo, Kampana Udaiyar dejó a su hijo Embana Udaiyar a cargo de Madurai, a quien sucedió su cuñado Porkasa Udeiyar. Alrededor de 1404, Porkasa Udaiyar fue sucedido por un hombre llamado Lakkana Nayakkan, lo que puso fin al gobierno dinástico de Kampana Udaiyar. Lekkina Nayakkan nombró a Vira Parakkrama Pandya para gobernar Madurai, pertenecía a la dinastía Pandya. Pero poco después de que Vira Parakkrama Pandya se rebelara para volverse independiente, fue despedido y echado a la patria de Chera, y Lantana Nayaka gobernó conjuntamente Madurai con otra Nayaka llamada Mathanan hasta 1451.
Entre 1451 y 1499, las regiones de Madurai fueron gobernadas por cuatro personas designadas por Lakkana Nayakkan, a quienes él declaró que eran de la verdadera raza Pandya. Las cuatro personas fueron Sundara Tol Maha Vilivanathi Rayar, Kaleiyar Somanar, Anjatha Perumal y Muttarasa Thirumalai Maha Vilivanathi Rayar. Un comentarista, James Nelson, menciona que las cuatro personas pertenecían a la misma familia, y que eran hijos ilegítimos de un pequeño jefe Pandya. Sin embargo, los cuatro disfrutaron de poderes reales durante 48 años desde 1451 hasta alrededor de 1499 y se dice que construyeron cuatro gopurams del templo de Madurai, que fue destruido por los Mahometanos. Después de la expulsión de los sultanes, se dice que los Vilivanathis se retiraron.

## La dinastía Nayak
Antes de la formación de la dinastía Nayaka, Madurai y sus alrededores estaban gobernados por los jefes de Bana. Cuando Kulottunga Chola III conquistó Madurai en el siglo XIII, instaló a los Bana como gobernantes. Los Banas (o Vaanars) eran señores feudales tanto de los Cholas como de los Pandyas. Por lo tanto, cuando Sundara Pandya recibió la ayuda de un jefe de Bana en su campaña contra Kulothunga Chola III en aprox. 1216 a 1217, él también entregó una parte del país Chola a un Bana como recompensa. Posteriormente, los gobernantes Banas como los subalternos nayaka del imperio Vijayanagara dejaron inscripciones que nos proporcionan sus nombres. Una inscripción de 1477 se refiere a un Thirumalarunj cholai Maapala (o Mahapala) Vaanan como el gobernante de Madurai; y un epígrafe fechado en 1483 en Pudukkotai se refiere a un jefe Bana llamado Virapratapa Sundarattoludaiyan Mahabali Vanadhiraya gobernando en Conjivaram (Kanchipuram) en 1469. Los Nayakas nombrados para gobernar Madurai bajo el imperio Vijayanagara fueron:
- Narasa Nayak
- Tenna Nayak
- Narasa Pillai
- Kuru Kuru Timmappa Nayak
- Kattiyama Kamayya Nayak
- Chinnappa Nayakka
- Ayyakarai Veyyappa Nayak
- Visvanatha Nayak Ayyar

Los nayakas de Madurai pertenecían al grupo social balija.

## Historia
Después de que Viswanatha Nayak se apoderó del país, la dinastía por el fundada fue sostenida por sus parientes durante dos siglos, con algunos períodos cortos de ruptura, hasta que los sultanes lo tomaron en 1736 por un breve período, y finalmente los británicos lo tomaron durante la década de 1780.

### Orígenes
En 1538, el comandante de Vijayanagara, Kotikam Nagama Nayaka, derrotó a Veerasekara Chola, quien ocupó el reino de Pandya. Sin embargo, Nagama Nayakka declaró su independencia delImperio Vijayanagara en lugar de devolver el reino. Para controlar la rebelión de Nagama Nayaka, el emperador Krishna Deva Raya envió una gran fuerza bajo Viswanatha Nayak. Vishwanatha Nayaka era el hijo de Nagama Nayaka. Viswanatha finalmente venció y encarceló a su padre. Fue recompensado por el rey Vijayanagara, quien lo convirtió en el Virrey del País Tamil. Krishnadeva Raya no castigó a Nagama Nayak. El emperador le dio un trabajo religioso y le permitió asistir a la corte real. Viswanatha Nayaka obedeció las órdenes del rey Vijayanagara nominalmente, y colocó a los Pandya de nuevo en el trono durante un tiempo. Sin embargo, Vishwanatha Nayaka más tarde se dispuso a decidir por su propia cuenta; y en 1559, cuando el Reino Vijayanagara entró en decadencia, estableció un gobierno dinástico.

### Viswanatha Nayaka (r. 1535-1544)
Viswanatha Nayaka fue nombrada virrey de Vijayanagara en Madurai en el sur de la India durante el siglo XVI. Según el Kaifiyat de reyes Karnata-Kotikam, Vishwanatha Nayudu tenía los títulos de Ayyar y Nayaka.
Viswanatha Nayak fue coronado formalmente como el virrey de Madurai por Achyuta Deva raya. Tras su nombramiento, se dice que Viswanatha se comprometióo de inmediato a fortalecer su capital y mejorar la administración de sus dominios. Fue apoyado por su capaz general, Ariyanatha Mudaliar, quien dirigió el ejército de Viswantha Nayak y se convirtió en el segundo al mando que tomó el poder junto con este último. Él demolió la muralla y zanja de Pandya que en ese momento rodeaba simplemente las paredes del gran templo de Madurai, y erigió en su lugar una extensa fortaleza de doble pared defendida por 72 bastiones; y construyó canales desde las aguas superiores del río Vaigai para abastecer de agua el reino. Quizás las represas de Peranai y Chittanai le deban sus orígenes.
Vishwanatha Nayakka gobernó desde 1535 hasta 1544, y fue sucedido por Varathappa Nayakkar, quien gobernó por un período muy corto de aproximadamente un año. En 1545, Dumbicchi Nayakkan se convirtió en el gobernador, y después de veinte meses, Vishwanatha Nayakkan lo sucedió nuevamente, hasta que Vitthala Raja se hizo cargo. Vitthala Raja gobernó desde 1546 hasta 1558, en lo sucesivo, Vishwanatha Nayak asumió el control nuevamente desde 1559 hasta 1563. Después de Vishwanatha Nayak, su hijo Kumara Krishnappa Nayaka asumió el control y de allí en adelante, continuó la regla hereditaria de Vishwanatha Nayaka.

### Introducción del sistema polygar (palayakkarar)
En sus mejoras administrativas, Viswanatha fue secundado hábilmente por su primer ministro Ariyanatha Mudaliar (o, como todavía se le llama comúnmente, Ariyanatha), un hombre nacido en una familia pobre de Vellala en la aldea de Meippedu, Tondaimandalam (el actual distrito de Kanchipuram) que había hecho su camino a una posición alta en la corte de Vijayanagara por pura habilidad. Cuando cayó el imperio Vijayanagara, se convirtió en el Dalavoy (General) y el segundo al mando del virrey de Vijayanagara Viswanatha Nayaka de Madurai.
Ariyanatha Mudaliar utilizó el sistema de palayam o poligar, que fue ampliamente utilizado para gobernar el reino Nayaka. El sistema era una organización cuasifedual del país, que se dividía en múltiples palayams o pequeñas provincias; y cada palayam estaba gobernado por un palayakkarar o jefe menor. Ariyanatha organizó el reino Pandya en 72 palayams y gobernó sobre los 72 jefes polígar de la zona seca durante más de cincuenta años. Los jefes feudales del sur de Tamil Nadu siguen estando especialmente apegados a su memoria hasta el día de hoy. Cada uno fue puesto a cargo de uno de los 72 bastiones de las fortificaciones de Madurai. Eran responsables del control inmediato de sus propiedades. Rindieron un tributo fijo a los reyes Nayaka y mantuvieron una cuota de tropas listas para el servicio inmediato.
El templo de Meenakshi Amman, destruido por los musulmanes, fue reconstruido en 1569. A la entrada del Mandapam de los Mil Pilares, todavía podemos ver la estatua de Ariyanatha Mudaliar sentada en un hermoso caballo que flanquea un lado de la entrada del templo. La estatua todavía es coronada periódicamente con guirnaldas por los fieles modernos. Vivió hasta 1600 y tuvo una gran influencia sobre el destino de la dinastía Nayaka hasta su muerte.
Ariyanatha Mudaliar no solo era el militar precolonial sino que también disfrutaba de un estatus de culto en el sur de Tamil Nadu y se convirtió en una figura protectora tutelar entre algunos de los grupos de depredadores ganaderos de la región.
Estos hombres hicieron mucho por el país en aquellos días, fundando aldeas, construyendo represas, construyendo tanques y erigiendo templos. Muchos de ellos llevaban el título de Nayaka, y de ahí el común "nayakkanur" como una terminación de los nombres de lugares en este distrito. También trajeron con ellos a los dioses del Deccan, y así encontramos en Madurai muchos santuarios a Ahobilam y otras deidades que rara vez son adorados en el país tamil. Sus sucesores, los actuales zamindars del distrito, todavía consideran a Ariyanatha como una especie de santo patrón.
Visvanatha Nayaka agregó el fuerte de Trichinopoly a sus posesiones. El virrey de Vijayanagara que gobernó el país de Tanjore no había logrado vigilar los caminos de peregrinos que atravesaban el Trichinopoly hacia los santuarios de Srirangam y Ramesvaram, y los devotos tenían miedo de visitar esos lugares sagrados. Visvanatha cambió esa ciudad por su fuerte en Vallam, Tanjore. Luego mejoró las fortificaciones y la ciudad de Trichinopoly, y el templo de Srirangam, y limpió las orillas del río Cauvery de ladrones.
Visvanatha tuvo dificultades con algunos de los jefes locales, que resistieron su autoridad en Tinnevelly, pero después de vencerlos mejoró esa ciudad y distrito. Visvanatha murió envejecido y honrado en 1563. Todavía se le recuerda cariñosamente como un gran benefactor de su país.

### Vitthala Raja Nayaka (1546-1558)
En 1532, el rey de Travancore invadió una gran parte del país Pandya y desafió la autoridad de Vijayanagara. En respuesta, Achyuta Deva Raya, rey de Vijayanagara desde 1530 hasta 1542, organizó una exitosa expedición al extremo sur de la India. Exigió tributo del rey de Travancore, suprimió a dos problemáticos jefes y se casó con la hija del rey Pandya, lo que resultó en que el país Pandya fuera retenido más firme y directamente por los representantes del Imperio Vijayanagara.
Las crónicas nativas continuaron confundiendo la autoridad de estos soberanos, sus gobernadores y los gobernantes de Pandya, tratando a cada uno como si fuera supremo. Vitthala Raja, un príncipe de Vijayanagara que invadió Travancore por segunda vez en 1543, se hizo cargo de Madurai alrededor de 1546-1547 y la gobernó durante 12 años hasta 1557-1558. James Nelson menciona que este Vitthala Raja no era otro que Rama Raja de Vijayanagara.
Una inscripción en un antiguo templo de Perumal en Madurai afirma que ciertas cosas se hicieron durante el gobierno de "Rama Raja Vitthala Deva Maha Rayar"; y basándose en las fechas dentro del corto período asignado, Nelson razona que Vitthala Raja no era otro que Rama Raya; y que Rama Raya asumió el nombre de Vitthala como epíteto. Rama Raya gobernó Madurai más o menos directamente hasta 1557–1558; después de lo cual el país quedó en un estado de caos, anarquía y confusión. Durante este tiempo, un Pandya se las arregló para coronarse como rey, pero el Raja de Tanjore derrotó a los primeros que fueron derrotados por el general Vijayanagara que alejó al Raja de Tanjore de Madurai, y se independizó.
Después de este período lleno de acontecimientos, Vishwanatha Nayak volvió a tomar las riendas de Madurai alrededor de 1559 y gobernó hasta 1563. Después de que la dinastía Nayak se hizo cargo de Madurai, elevó el país de Madurai a un alto nivel de administración y vida cultural..

### Kumara Krishnappa Nayaka (r. 1563-1573)
Viswantha Nayak fue sucedido por su hijo Krishnappa Nayak quien, junto con el hábil ministro Ariyanatha, expandió el reino Madurai bajo los Nayakas y se anexionó de la mayor parte del antiguo territorio pandya bajo su dominio. Kumara Krishnappa es recordado como un gobernante valiente y un gran político. Se produjo una revuelta entre los polygars, durante su reinado, pero su líder Thumbichi Naidu (Dumbicchi Nayakkan) fue capturado y el problema se calmó.

#### Caída del Imperio vijayanagara (1565)
En 1565, los gobernantes de los Sultanatos del Decán derrotaron a Vijayanagara en la batalla de Talikota. Vijayanagara tuvo que abandonar su capital, Vijayanagara, y restablecerse en Penukonda, en Anantapur, y luego restablecerse en el Fuerte de Vellore y Chandragiri, cerca de Tirupathi, que luego otorgó tierras a la Compañía Británica de las Indias Orientales para construir un fuerte en la actualidad Chennai. Finalmente se establecieron en Vellore. Sus gobernadores en Madurai, Kalahasti, Gingee y Tanjoreaún les rendían homenaje y otras marcas de respeto pero en años posteriores, cuando su soberanía se debilitó, los nayakas gobernaron independientemente.

### Gobiernos conjuntos
Kumara Krishnappa Nayak fue sucedido en 1573 por sus dos hijos, quienes gobernaron conjuntamente y sin incidentes hasta 1595, cuando a su vez fueron sucedidos por sus dos hijos, uno de los cuales gobernó hasta 1602.

### Muttu Krishnappa Nayaka (1602-1609)
Estos fueron sucedidos por Muttu Krishnappa Nayak. Se le atribuye haber dado a los Setupatis de Ramnad una porción considerable de territorio en el país de Maravar, con la condición de que suprimieran el crimen y protegieran a los peregrinos que viajaban a Rameswaram. Estos fueron los inicios del reino de Ramnad.

### Muttu Virappa Nayaka (1609-1623)
Muttu Krishnappa Nayak fue sucedido por su hijo mayor, Muttu Virappa. Este comenzó la construcción del Fuerte Dindigul en la colina de Dindigul, junto con el Templo, que luego fue completado por Tirumalai Nayak. El reinado de Muttu Virappa en general no fue notable y se dice que permitió que sus favoritos tiranizaran a la gente sin control. Se dice que Muttu Virappa tuvo varios vasallos debajo de él, lo que indica que ya debe haber obtenido un gran poder; y se dice que le pagó al rey Vijayanagara en Chandragiri un tributo de 600,000 pagodas en 1616.

#### Guerra civil en Vellore
Durante el gobierno de Muthu Virappa, una guerra civil que implicaba la sucesión al trono estaba teniendo lugar en el Imperio vijayanagara, ahora con sede en Vellore y Chandragiri. Gobburi Jagga Raya, hermano de la reina favorita del gobernante anterior Venkata II, Bayamma, reclamó a su supuesto hijo como rey y asesinó a Sriranga II junto con su familia en la prisión de Vellore. Jagga Raya fue desafiada por Yachama Nayudu, el jefe de Kalahasti, quien reclamó el trono para Rama Deva, el legítimo heredero a quien había sacado de la prisión de Vellore. Jagga Raya buscó la ayuda del Nayaka de Gingee Muttu Virappa para atacar a Yachama Nayudu y Rama Deva, quienes a su vez buscaron el apoyo de Raghunatha Nayak de Tanjore.

#### Batalla de Toppur
Jagga Raya reunió un gran ejército cerca de Tiruchirapalli, la capital de Muttu Virappa, que comprende los ejércitos de Gingee, Chera, Madurai y algunos portugueses de la costa. Yachama dirigió las fuerzas de Vijayanagara y Kalahasti desde Vellore y se unió a mitad de camino con las fuerzas de Tanjore encabezadas por Raghunatha. El ejército de Yachama se fortaleció aún más por los nobles de Karnataka.
Ambos ejércitos se enfrentaron en Toppur, un campo abierto en las orillas del norte del río Cauvery, entre Tiruchirapalli y Grand Anicut a finales de 1616. Se estima que la enorme cantidad de fuerzas a cada lado asciende a un millón de soldados (según el Dr. Barradas en Sewell's Book) y considerado como una de las batallas más grandes en el sur de la India.

#### Resultado
En la batalla, las tropas de Jagga Raya no pudieron resistir el avance de las fuerzas imperiales. Yachama y Raghunatha, los generales del campo imperial lideraron sus fuerzas con gran disciplina. Jagga Raya fue asesinado por Yachama, y su ejército rompió filas y se retiró. Yethiraja, el hermano de Jagga Raya, tuvo que correr por su vida.
Muttu Virappa intentó escapar, fue perseguido por el general Rao Dama Nayani de Yachama, quien lo capturó cerca de Tiruchirapalli. El Nayaka de Gingee en el encuentro perdió todos sus fuertes, excepto el Fuerte de Gingee. Y el supuesto hijo de Venkata II, que fue la causa de todos los problemas, fue capturado.
La victoria fue celebrada por los ejércitos imperiales encabezados por Thanjavur Nayaka y Yachamanedu, quienes plantaron pilares de la victoria y coronaron a Rama Deva como Rama Deva Raya, en los primeros meses de 1617. Ramadeva tenía apenas 15 años cuando ascendió al trono.

### Tirumala Nayaka (r. 1623-1659)
Mientras tanto, en el país de Madurai, Muthu Virappa, mencionado anteriormente, fue sucedido por el gran "Tirumala Nayaka", el miembro más poderoso y más conocido de su dinastía, que gobernó durante treinta y seis años.
Antes de que Tirumala Nayaka llegara al poder, la corte de Madurai estuvo retenida en Trichy durante unos diez o doce años. Tirumala Nayaka habría seguido gobernando desde Trichy si no hubiera sido por un sueño. Tirumala Nayaka sufría de Catarrah que los médicos reales no pudieron curar. Mientras marchaba hacia Madurai, la enfermedad de Tirumala Nayaka empeoró y se detuvo cerca de Dindigul. Cuando dormía en su tienda, el Dios Sundareshwara y la Diosa Meenakshi se le aparecieron en un sueño y mencionaron que lo curarían si hacía de Madurai su capital.
Tan pronto como se despertó de su sueño justo antes del amanecer, Tirumala Nayaka llamó a los brahmanes y otros asistentes, quienes le aconsejaron que obedeciera la voluntad de los Dioses. Tirumala Nayaka no solo prometió hacer de Madurai su capital, sino también gastar 5 lakh pons (100,000 libras) en obras sagradas. Inmediatamente después, sintió que la enfermedad lo abandonaba. Después de eso, Tirumala Nayaka, muy feliz, decidió dedicar su vida al culto y al servicio de los Dioses de Madurai y supuestamente adoptó la fe Shiva.
Tirumala Nayaka fue asistido por su Dalavay Ramappayan, quien también fue primer ministro y Comandante en Jefe del Ejército. Ramappayan ayudó a aplastar la rebelión de los Setupatis de Ramnad. Los Setupathi y sus Maravas se retiraron a la isla de Pamban y obtuvieron la ayuda de los europeos. Mientras estaba a punto de alcanzar la victoria sobre los Setupathi, Ramapayyan repentinamente se enfermó y murió. Fue sucedido por su yerno Siva Ramaya, quien demostró ser muy digno del cargo y capturó a un sobrino de los Setupati, Tanakka Tevan. Con el propio Setupathi encarcelado, los Maravas de Ramnad se sometieron silenciosamente a la autoridad de Siva Ramaya. De un documento histórico Ramappayyan Ammanai, sabemos que el Dalavoy Ramappayan, un Brahmin también había demostrado su valía en la guerra contra Randaula Khan y Sriranga III entre 1639 y 1641.
Después de un glorioso gobierno de 36 años, Tirumala Nayaka murió en 1659 en su capital Madurai, entre las edades de 60 y 70 años.

### Muttu Veerappa Nayaka (r. 1659-1662)
Tirumala fue sucedido por su hijo Muttu Veerapa, cuyo primer acto fue sacudirse el odiado yugo del sultán. Trató de inducir al Nayaka de Tanjore a unirse a la empresa. Sin embargo, alarmado por las aspiraciones de poder de su vecino, el gobernante de Tanjore rechazó toda conexión con sus aspiraciones e intentó conciliar con los sultanes. Los invasores del Sultán se movieron contra Trichinopoly y Madurai, causando estragos, mientras que Muttu Alakadri permaneció inactivo detrás de los muros del fuerte. Afortunadamente para él, el enemigo pronto tuvo que retirarse, porque sus devastaciones produjeron una hambruna local y una peste de la cual ellos mismos sufrieron terriblemente. Muttu Alakadri no sobrevivió por mucho tiempo a su partida.

### Chokkanatha Nayaka (r. 1662-1682)
Muthu Alakadri Nayak fue sucedido por su hijo Chokkanatha, un prometedor chico de dieciséis años. Este joven gobernante comenzó su reinado con un intento mal considerado de expulsar a las tropas musulmanas, enviando un gran ejército contra la fortaleza de Gingee. Sin embargo, su general se vendió al enemigo y desperdició tiempo y dinero en una campaña larga y poco rentable que fue poco más que simulación. Chokkanatha también fue acosado por una conspiración doméstica, en la que el mismo general infiel tomó una parte prominente, y aunque detectó y anuló esto, el general se dirigió abiertamente a los musulmanes y los indujo a unirse en un asalto al Trichinopoly, en el que tenían el apoyo del Nayaka de Tanjore. Los oficiales a quienes Chokkanatha encargó el deber de repeler el ataque nuevamente fueron desleales, y no fue hasta que él mismo finalmente tomó el mando del ejército que los invasores musulmanes fueron conducidos de regreso a Tanjore y finalmente a Gingee.
Hasta ahora, las cosas no habían ido tan mal, pero al año siguiente o al siguiente (1663 o 1664) Chokkanatha pagó un alto precio por su éxito temporal. Los musulmanes irrumpieron en los distritos de Trichinopoly y Madurai y devastaron el país con una crueldad casi increíble. De nuevo sitiaron Trichinoploy, y esta vez Chokkanatha tuvo que comprarlos con una gran suma. Se consoló castigando al Nayaka de Tanjore por ayudarlos, e intentó represalias similares contra los Setupati de Ramnad, que no habían podido ayudarlo a repelerlos. Esta última empresa no tuvo éxito, ya que aunque Chokkanatha logró tomar varios fuertes en el país de Marava, quedó desconcertado por las tácticas de guerrilla de su adversario y tuvo que retirarse sin obtener la sumisión del jefe. Esta campaña aspiraba a los Setupati a formar un nuevo reino.
Fue atacado por Mysore y los Marathas, fue reemplazado en su trono tambaleante alrededor de 1678 por un aventurero musulmán que durante los siguientes dos años usurpó toda su autoridad, pero finalmente fue asesinado por el mismo Chokkanatha. En 1682 su capital fue asediada por Mysore; fue ensombrecido por fuerzas pertenecientes a los Marathas, quienes, mientras fingían estar de su lado, solo esperaban la oportunidad de apoderarse de su territorio; y fue amenazado por un cuerpo de maravanos que nominalmente habían venido a ayudarlo, pero en realidad solo habían venido a compartir el botín que se esperaba que produjera el saqueo de Trichinopoly.
Los Marathas infligieron una derrota aplastante a las tropas de Mysore y los expulsaron de casi todos los rincones de los distritos de Madurai y Trichinopoly. En sí no pudieron capturar Madurai, ya que los maravanos, al considerar a los hombres de Mysore como vecinos más elegibles que los Marathas, ayudaron a los primeros a mantener esa fortaleza. Este último había fingido ser aliado, y puso sitio a la propia Trichinopoly. Desesperado por su traición, Chokkantha murió en 1682.

### Rangakrishna Muthu Virappa Nayaka (r. 1682-1689)
Rangakrishna Muthu Virappa Nayak, quien sucedió a Chokkanatha, era un enérgico niño de quince años. Trató de revivir las fortunas disminuidas del reino. Se hizo un nombre ignorando a Aurangazeb con valor, pero le quedaba muy poco de sus territorios para gobernar. La mayor parte de ellos estaba en manos de Mysore, algunos en las de los maravanos, algunos por los Marathas de Gingee, y algunos por los Marathas de Tanjore. Al principio, el país estaba sujeto a la anarquía y al saqueo, los enemigos extranjeros ocupaban todas las fortalezas, y los jefes de los ladrones eran dueños de las áreas rurales y llevaban su brigada allí impunemente.
Las cosas mejoraron lentamente, con Mysore pronto distraído por una guerra con los Marathas de Gingee, y tanto los Setupathis de Ramnad como los Marathas de Tanjore ocupados por guerras dentro de sus propios países. El emperador Aurangzeb en 1686-1687 conquistó los reinos de los viejos enemigos de Madurai, Golconda y Bijapur, y estuvo durante muchos años en una guerra agotadora con los Marathas. Además, el joven Nayaka de Madurai, aunque imbuido de un amor juvenil por la diversión, también tenía un buen sentido y habilidad que evocaba la admiración de sus ministros, y aprovechó sus mejores perspectivas.
Muthu Virappa recuperó su capital en 1685, y gradualmente reconquistó gran parte del antiguo reino de sus antepasados y logró restaurar el poder de los nayakas de Madurai. Desafortunadamente, murió de viruela en 1689, a la temprana edad de 22 años. Su joven viuda Muttammal, la única mujer, por extraño que parezca, con quien se había casado, estaba inconsolable por su pérdida y, aunque estaba muy avanzada en el embarazo, insistió en cometer sati en su pira funeraria. Su madre, Rani Mangammal, con gran dificultad la convenció de que esperara hasta que naciera su hijo, jurando solemnemente que luego podría hacerlo. Cuando llegó el niño (un hijo), se desanimó con varias excusas hasta que, desesperada de que se le permitiera su deseo, puso fin a su propia vida.

### Rani Mangammal (r. 1689-1704)
Mangammal, la madre del difunto Nayaka, actuó durante los siguientes quince años como Reina Regente en nombre de su nieto. Ella fue la más popular de todas las Nayakas.

### Vijaya Ranga Chokkanatha Nayaka (r. 1704-1731)
Su nieto Vijaya Ranga Chokkanatha Nayak, disfrutó de un largo pero aparentemente aburrido reinado de 26 años, allanando el camino para la desaparición de la dinastía. Era vanidoso y de mente débil, y no apto para gobernarse a sí mismo ni a los demás. Su reinado se distinguió por la munificencia mal regulada y extraordinaria de sus dones a los brahmanes y las instituciones religiosas. La injusticia de su gobierno causó disturbios graves en Madurai, el motín de sus tropas y disturbios incesantes.
Su única guerra fue la sucesión al trono de Ramnad, en 1725. De los dos demandantes, uno fue apoyado por los Marathas de Tanjore y el otro por Madurai y el Tondaiman de Pudukkotai. Las tropas de Tanjore obtuvieron una victoria decisiva y colocaron a su protegido en el trono. Un año o dos después, el rey de Tanjore depuso a este protegido, y dividió a Ramnad en Ramnad y Sivaganga, que se convirtieron en poderes independientes de Marava.

### La reina Meenakshi, Chanda Sahib y el fin de los nayakas (r. 1731-1736)
Vijaya Ranga Chokkanatha murió en 1731, y fue sucedido por su viuda Meenakshi, quien actuó como Reina-Regente en nombre de un joven que había adoptado como heredero de su esposo muerto. Ella solo había gobernado un año o dos cuando Vangaru Tirumala, el padre de su hijo adoptivo, se levantó contra ella , y pretendió tener sus propios derechos al trono de Madurai. En esta coyuntura, representantes de los mogoles aparecieron en la escena y tomaron una parte importante en la lucha.
Desde 1693, Madurai nominalmente había sido el feudo del emperador de Delhi, y desde 1698 la región carnática al norte del río Coleroon (Kollidam) había estado bajo el dominio directo del sultán. El representante local del mogol era el Nawab de Arcot, y el Nizam de Hyderabad tenía una autoridad intermedia, que en teoría era un subordinado del emperador y el superior del Nawab.
La frecuencia con la que los reyes de Tanjore y Madurai rindieron homenaje no está clara, pero en 1734, aprox., de hecho, que Meenakshi y Vangaru Thirumala estaban luchando por la corona, el entonces Nawab de Arcot envió una expedición de homenaje y sumisión de los reinos del sur. Los líderes de esta expedición fueron el hijo de Nawab, Safdar Ali Khan, y su sobrino y asesor confidencial, el conocido Chanda Sahib.
Los invasores tomaron por asalto Tanjore y, dejando intacta la fortaleza del Trichinopoly, cruzaron Madurai y Tinnevelly hasta Travancore. A su regreso de esta expedición, participaron en la disputa entre Meenakshi y Vangaru Tirumala. Este último se acercó a Safdar Ali Khan con una oferta de tres millones de rupias si expulsaba a la reina en su favor. No dispuesto a atacar el Trichinopoly, el príncipe Sultán se contentó con declarar solemnemente a Vangaru Thirumala como rey y tomar el bono por los tres millones. Luego se marchó, dejando a Chanda Sahib para hacer cumplir su premio lo mejor que pudo. La reina, alarmada por el giro que habían tomado las cosas ahora, tuvo pocas dificultades para persuadir a ese político por un crore de rupias (diez millones) y declararla debidamente con derecho al trono.
La reina Meenakshi le exigió que jurara sobre el Corán que se adheriría fielmente a su compromiso, y en consecuencia hizo un juramento sobre un ladrillo envuelto en la cubierta espléndida generalmente reservada para ese libro sagrado. Fue admitido en el fuerte de Trichinopoly y Vangaru Thirumala, aparentemente con la buena voluntad de la reina, quien, por extraño que parezca, no le ha deseado ningún daño, se fue a Madurai para gobernar ese país y Tirunelveli.
Chanda Sahib aceptó el crore de rupias y se fue a Arcot. Dos años más tarde, en 1736 regresó, nuevamente fue admitido en el fuerte, y procedió a hacerse dueño del reino.
Chanda Sahib finalmente marchó contra Vangaru Thirumala, que todavía gobernaba en el sur, lo derrotó en Ammaya Nayakkanur y Dindigul, lo llevó a refugiarse en Sivaganga y ocupó las provincias del sur del reino de Madurai.

## Dominación del sultán bajo Chanda Sahib (1736-1740)
Durante un tiempo, Chanda Sahib tomó su propio camino. Su éxito fue considerado con sospecha e incluso hostilidad por el nawab de Arcot. Pero las lealtades familiares impidieron una ruptura y Chanda Sahib se mantuvo intacto, mientras fortalecía las fortificaciones del Trichinopoly y nombró a sus dos hermanos como gobernadores de las fortalezas de Dindigul y Madurai. Fue en este período cuando subyugó al rey de Tanjore, aunque no anexó su territorio, y los obligó a ceder Karaikal, ahora en Puducherry, a los franceses.

### Chanda Sahib y el interludio Maratha (1740-1743)
Incapaces de ayudarse a sí mismos, el rey de Tanjore y Vangaru Tirumala pidieron la ayuda de los Marathas de Satara. Estas personas tenían su propia queja contra los Nawabs de Arcot, con quienes Chanda Sahib todavía estaba identificado, debido al pago retrasado de la boca, o un cuarto de sus ingresos, que habían prometido a cambio del retiro de los Marathas de su país y la interrupción de sus incursiones. También fueron alentados a intentar represalias por el Nizam de Hyderabad, quien, celoso del creciente poder de los Nawab y descuidado de la lealtad debida a los correligionarios, con mucho gusto habría visto a su peligroso subordinado derribado.
A principios de 1740, por lo tanto, los Marathas aparecieron en el sur con un vasto ejército, y derrotaron y mataron a los Nawab de Arcot en el paso de Damalcheruvu en Arcot norte. Luego llegaron a un acuerdo con su hijo, el Safdar Ali mencionado anteriormente, lo reconocieron como Nawab y se retiraron por un tiempo.
Chanda Sahib había fingido débilmente ayudar a los Nawab a resistir a los Marathas, y ahora vino a ofrecer su sumisión a Sardar Ali. Los príncipes se separaron con aparente amistad, pero al final del mismo año, los Marathas, por invitación secreta de Safdar Ali, reaparecieron repentinamente y se dirigieron directamente hacia Trichinopoly. Su retirada temporal había sido diseñada para poner a Chanda Sahib fuera de guardia; y tuvo éxito en que el trichinopoly estaba muy mal provista. Rodearon la ciudad de cerca, derrotaron y mataron a los dos hermanos de Chanda Sahib mientras avanzaban en su ayuda desde las provincias de Madurai y Dindigul, y, después de un asedio de tres meses, obligaron a la rendición del Trichinopoly. Tomaron cautivo a Chanda Sahib en Satara y, sin tener en cuenta las afirmaciones de Vangaru Tirumala, designaron a un Maratha, el conocido Morari Rao de Gooty.

### Autoridad del nawab restablecida (1743)
Morari Rao permaneció en el poder durante dos años y finalmente se retiró, en 1743, antes de que el ejército invasor del Nizam restableciera su debilitada autoridad en el Carnatic y en 1744 nombrara a Anwar-uddin como nawab de Arcot. El Nizam ordenó que Vangaru Tirumala fuera nombrado rey de Madurai, sin embargo, el Nawab hizo caso omiso de esta orden y Vangaru Tirumala desapareció de la escena, envenenado, según algunos, por Anwar-uddin.

## Los británicos
Más tarde, en la lucha por el trono carnático entre Chanda Sahib, que recibió el apoyo de los franceses, y los Nawabs de Arcot, Chanda Sahib fue derrotado en la guerra carnática y asesinado por sus aliados Marathas. En 1751 el reino de Madurai pasó sin problemas a los británicos, cuando el Nawab de Arcot cedió el estado anterior al segundo para el reembolso de sus enormes préstamos de la Compañía Británica de las Indias Orientales. Así comenzó el dominio británico en el país Madurai y Tamil, después de muchas guerras con Hyder Ali, Tipu Sultan y varios otros polygars, incluidos Puli Thevan, Veerapandya Kattabomman y los hermanos Marudhu. A fines del siglo XVIII, los británicos se habían instalado cómodamente en el país de Madurai, después de someter a la mayoría de los Polygars rebeldes del antiguo estado de Madurai.

### Guerras Polygar
Hasta el siglo XIX, los británicos tuvieron que enfrentarse a duras oposiciones de varios de los gobernadores de los reinos llamados Palayakarrars. Hubo dos guerras Poligar entre los británicos y algunos de los Polygars a principios del siglo XVIII y XIX, que también es una de las primeras guerras de independencia de la India.